# Нове Седло (Лоуни)
Нове Седло (чеш. Nové Sedlo) је насељено мјесто са административним статусом сеоске општине (чеш. obec) у округу Лоуни, у Устечком крају, Чешка Република.

## Становништво
Према подацима о броју становника из 2014. године насеље је имало 519 становника.